# Кубок мира по горному бегу 1999
15-й Кубок мира по горному бегу прошёл 19 сентября 1999 года в национальном парке Кинабалу (штат Сабах, Малайзия). Участники соревновались в дисциплине горного бега «вверх-вниз». Разыгрывались 8 комплектов наград: по четыре в индивидуальном и командном первенствах (мужчины, женщины, юниоры и юниорки до 20 лет). Среди юниоров могли выступать спортсмены 1980 года рождения и моложе.
Кубок мира впервые принимала неевропейская страна. Несмотря на то, что предыдущий розыгрыш также прошёл за пределами Старого Света, на Реюньоне в Индийском океане, формально хозяином считалась Франция, которой принадлежал этот остров.
Круговая трасса была проложена среди джунглей на склонах горы Кинабалу — одной из самых высоких в Юго-Восточной Азии. Верхняя точка маршрута находилась на высоте 1669 метров над уровнем моря, нижняя — 1466 метров.
На старт вышел 251 бегун (99 мужчин, 66 женщин, 53 юниора и 33 юниорки) из 28 стран мира. Каждая страна могла выставить до 6 человек в мужской забег, до 4 человек — в женский и юниорский и до 3 человек — среди юниорок. Сильнейшие в командном первенстве определялись по сумме мест четырёх лучших участников у мужчин, трёх лучших — у женщин и юниоров, двух лучших — у юниорок.
Пьедестал забега девушек до 20 лет на две трети был повторением прошлогоднего: чемпионский титул защитила Корнелия Хайнцле из Австрии, второе место вновь заняла Инес Хижар. Инес и её сестра-близнец Тина (6-е место) принесли Словении золото в командном первенстве.
Беньямино Лубрини стал девятым итальянским бегуном, завоевавшим титул чемпиона среди юниоров. В командном первенстве он помог своей сборной в 11-й раз (пятый подряд) занять первое место.
Только в 15-м розыгрыше Кубка мира наиболее успешная команда в истории турнира, сборная Италии, получила золотую медаль в соревнованиях женщин. Исторического успеха добилась Розита Рота-Гельпи, опередившая на 41 секунду победительницу Кубка Европы Изабелу Заторскую из Польши. В командном зачёте не было равных итальянским бегуньям.
В мужском забеге борьбу за победу вели чемпионы двух последних лет, Марко Де Гаспери и Джонатан Уайатт. Перед заключительным кругом (3,4 км до финиша) Уайатт имел комфортное преимущество над конкурентом в 30 метров. Однако на финишный отрезок сил у новозеландца не осталось: на последних 600 метрах он пропустил вперёд шесть человек и закончил дистанцию только седьмым. Де Гаспери с комфортным преимуществом выиграл свой второй Кубок мира на трассе «вверх-вниз».

## Призёры
Курсивом выделены участники, чей результат не пошёл в зачёт команды.

### Мужчины
| Дисциплина                                 | Золото                                                                                    | Золото  | Серебро                                                                                  | Серебро | Бронза                                                                                                   | Бронза   |
| ------------------------------------------ | ----------------------------------------------------------------------------------------- | ------- | ---------------------------------------------------------------------------------------- | ------- | --- | -------- |
| 12,5 км перепад высот: +860 м −860 м       | Марко Де Гаспери Италия                                                                   | 54.56   | Ричард Финдлоу Англия                                                                    | 56.17   | Джино Канева Италия                                                                                      | 56.21    |
| 12,5 км (команды)                          | Италия · Марко Де Гаспери · Джино Канева · Лучо Фрегона · Антонио Молинари · Симоне Ленци | 23 очка | Франция · Режис Ру · Тьерри Икар · Тьерри Брёй · Арно Фурден · Жиль Икар · Раймон Фонтен | 51 очко | Новая Зеландия · Джонатан Уайатт · Аарон Стронг · Филип Старр · Уэйн Эткинс · Саймон Мондер · Пол Морроу | 74 очка  |
| Юниоры 7,8 км перепад высот: +510 м −510 м | Беньямино Лубрини Италия                                                                  | 35.51   | Флориан Хайнцле Австрия                                                                  | 36.07   | Джейсон Вулхаус Новая Зеландия                                                                           | 36.15    |
| Юниоры 7,8 км (команды)                    | Италия · Беньямино Лубрини · Джонни Каттанео · Маттео Масси · Алессандро Тонаццини        | 21 очко | Франция · Эмманюэль Месса · Иван Бизе · Жюльен Ранкон · Николя Колльяс                   | 23 очка | Австрия · Флориан Хайнцле · Флориан Дюрер · Томас Хайгль · Маркус Хоэнвартер                             | 28 очков |

### Женщины
| Дисциплина                                  | Золото                                                                                       | Золото   | Серебро                                                               | Серебро  | Бронза                                                                   | Бронза   |
| ------------------------------------------- | -------------------------------------------------------------------------------------------- | -------- | --------------------------------------------------------------------- | -------- | ------------------------------------------------------------------------ | -------- |
| 7,8 км перепад высот: +510 м −510 м         | Розита Рота-Гельпи Италия                                                                    | 38.00    | Изабела Заторская Польша                                              | 38.41    | Мари Банс Новая Зеландия                                                 | 39.11    |
| 7,8 км (команды)                            | Италия · Розита Рота-Гельпи · Флавия Гавильо · Пьеранджела Баронкелли · Мария Грация Роберти | 10 очков | Новая Зеландия · Мари Банс · Мелисса Мун · Карен Мёрфи · Меган Эдхаус | 17 очков | Шотландия · Анджела Мудж · Трейси Бриндли · Труди Томсон · Соня Армитадж | 39 очков |
| Юниорки 4,1 км перепад высот: +320 м −320 м | Корнелия Хайнцле Австрия                                                                     | 23.47    | Инес Хижар Словения                                                   | 24.17    | Кейт Бейли Англия                                                        | 24.21    |
| Юниорки 4,1 км (команды)                    | Словения · Инес Хижар · Тина Хижар · Светлана Байич                                          | 8 очков  | Англия · Кейт Бейли · Лора Хьюз · Луиза Келли                         | 10 очков | Италия · Валентина Белотти · Эрика Теани · Розелла Краветто              | 18 очков |

## Медальный зачёт
Медали завоевали представители 8 стран-участниц.
 Принимающая страна
| Место | Страна         | Золото | Серебро | Бронза | Всего |
| ----- | -------------- | ------ | ------- | ------ | ----- |
| 1     | Италия         | 6      | 0       | 2      | 8     |
| 2     | Австрия        | 1      | 1       | 1      | 3     |
| 3     | Словения       | 1      | 1       | 0      | 2     |
| 4     | Англия         | 0      | 2       | 1      | 3     |
| 5     | Франция        | 0      | 2       | 0      | 2     |
| 6     | Новая Зеландия | 0      | 1       | 3      | 4     |
| 7     | Польша         | 0      | 1       | 0      | 1     |
| 8     | Шотландия      | 0      | 0       | 1      | 1     |
| Всего | Всего          | 8      | 8       | 8      | 24    |